# NPO Radio 4 Concerten
NPO Radio 4 Concerten was een webkanaal van de Nederlandse publieke radiozender NPO Radio 4, dat 24 uur per dag klassieke concerten uitzond. De zender stopte op 1 januari 2022 online, en op 31 januari 2022 op DAB+.